# Гартнарт I
Гартнарт I (гэльск. Gartnait mac Girom) — король пиктов в VI веке.

## Биография
Согласно «Хронике пиктов», Гартнарт I был братом Кэйлтрама. Он правил шесть или семь лет между Дрестом IV и Кэйлтрамом.